# Szalonna
Szalonna is een plaats (község) en gemeente in het Hongaarse comitaat Borsod-Abaúj-Zemplén. Szalonna telt 1066 inwoners (2001).